# Dragun
Dragun est une municipalité allemande du land de Mecklembourg-Poméranie-Occidentale et l'arrondissement du Mecklembourg-du-Nord-Ouest.

## Personnalités liées à la ville
- Johann von Leers (1902-1965), homme politique né à Vietlübbe.